# Leaves of a Romance
Leaves of a Romance è un cortometraggio muto del 1911 diretto da Edwin S. Porter.

## Produzione
Il film fu prodotto dalla Edison Company.

## Distribuzione
Distribuito dalla General Film Company, il film - un cortometraggio in una bobina - uscì nelle sale cinematografiche statunitensi il 7 ottobre 1911.